# Slaget om Kërnicë
Slaget om Kernice var 1853 ett slag mellan albanska malesorer och montenegrinska styrkor vid sjön i Shkodra i norra Albanien (i dag tillhör mer än halva sjön Montenegro.) Montenegrinerna gick segrande ur kampen.

## Historia
Montenegrinska styrkor ockuperade Kernicë 1853 vilket ledde till uppror bland nordalbanerna som samlade sina styrkor. Hasan Aga, en inflytelserik borgmästare, mobiliserade soldater från Shkodra, Ulqin och Malesien och konfronterade montenegrinerna. Bristande rapportering till Shkodra gjorde att få volontärer dök upp. Montenegrinerna beslutade att anfalla och omringade albanerna, vilka förlorade 500 man och endast två överlevde: Halil Kopliku och Cun Mula. Hasan Aga tillfångatogs av montenegrinerna. Montenegrinerna gick segrade ur slaget.